# Bastos
Bastos é um município brasileiro do estado de São Paulo. Localiza-se a uma latitude 21º55'19" sul e a uma longitude 50º44'02" oeste, estando a uma altitude de 445 metros. Sua população em 2022 era de 21.503 habitantes.

## História
O nome do município originou-se da Fazenda Bastos, propriedade de Henrique Bastos, pai de Charles Bastos. E foi nessas mesmas terras que ocorreu a fundação do município, em 18 de junho de 1928, por Senjiro Hatanaka, enviado pelo governo japonês para procurar terras para receber as levas de imigrantes japoneses.
Após ciclos de culturas como o café, algodão, sericicultura, a partir de 1957, o município descobriu sua vocação econômica: a avicultura de postura.

### Formação territorial-administrativa
Histórico da formação do município:
- Distrito de paz de Bastos criado no município de Marília pela Lei nº 2.620, de 14/01/1936.
- Distrito transferido para o município de Tupã pelo Decreto nº 9.775, de 30/11/1938.
- Município criado pelo Decreto-Lei nº 14.334, de 30/11/1944.

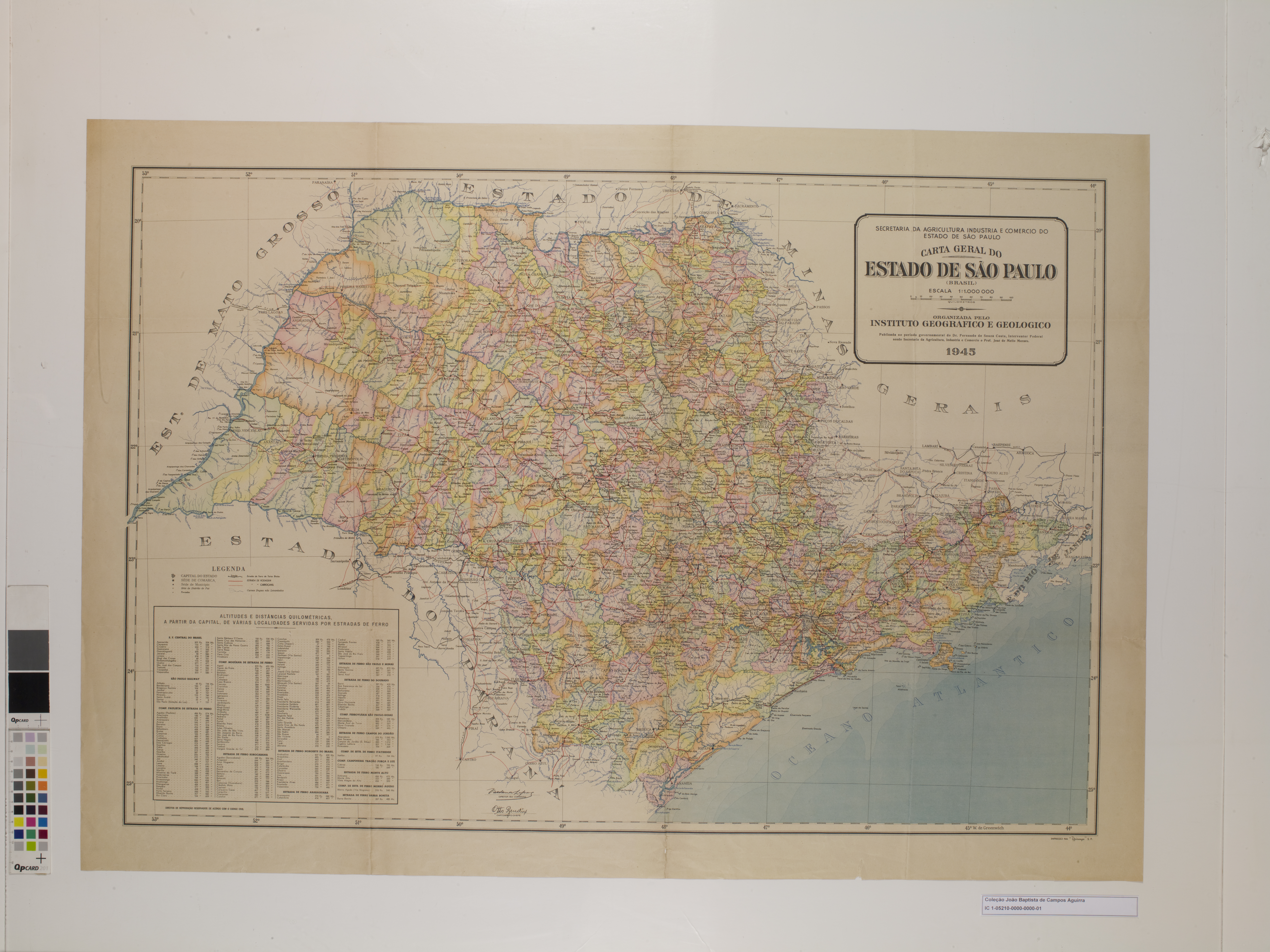
Estado de São Paulo (1944).

## Geografia
Possui uma área de 171,885 km².

### Hidrografia
- Rio do Peixe
- Ribeirão Copaíba

### Rodovias
- SP-457
- SP-294

### Cidades Vizinhas
- Iacri
- Tupã
- Rancharia
- Parapuã

## Demografia

### População
| Crescimento populacional                             | Crescimento populacional | Crescimento populacional | Crescimento populacional |
| Ano                                                  | População Total          |                          | %±                       |
| ---------------------------------------------------- | ------------------------ | ------------------------ | ------------------------ |
| 1946                                                 | 15 286                   |                          | —                        |
| 1950                                                 | 6 150                    |                          | −59,8%                   |
| 1958                                                 | 4 262                    |                          | −30,7%                   |
| 1960                                                 | 6 291                    |                          | 47,6%                    |
| 1970                                                 | 9 657                    |                          | 53,5%                    |
| 1980                                                 | 15 343                   |                          | 58,9%                    |
| 1991                                                 | 19 116                   |                          | 24,6%                    |
| 2000                                                 | 20 588                   |                          | 7,7%                     |
| 2010                                                 | 20 445                   |                          | −0,7%                    |
| 2022                                                 | 21 503                   |                          | 5,2%                     |
| Est. 2024                                            | 21 900                   | [ 7 ]                    | 1,8%                     |
| Fontes: Censos Demográficos IBGE e Estimativas SEADE |                          |                          |                          |

## Política e administração
- Prefeito: Kleber Lopes de Souza (2025/2028)

## Economia

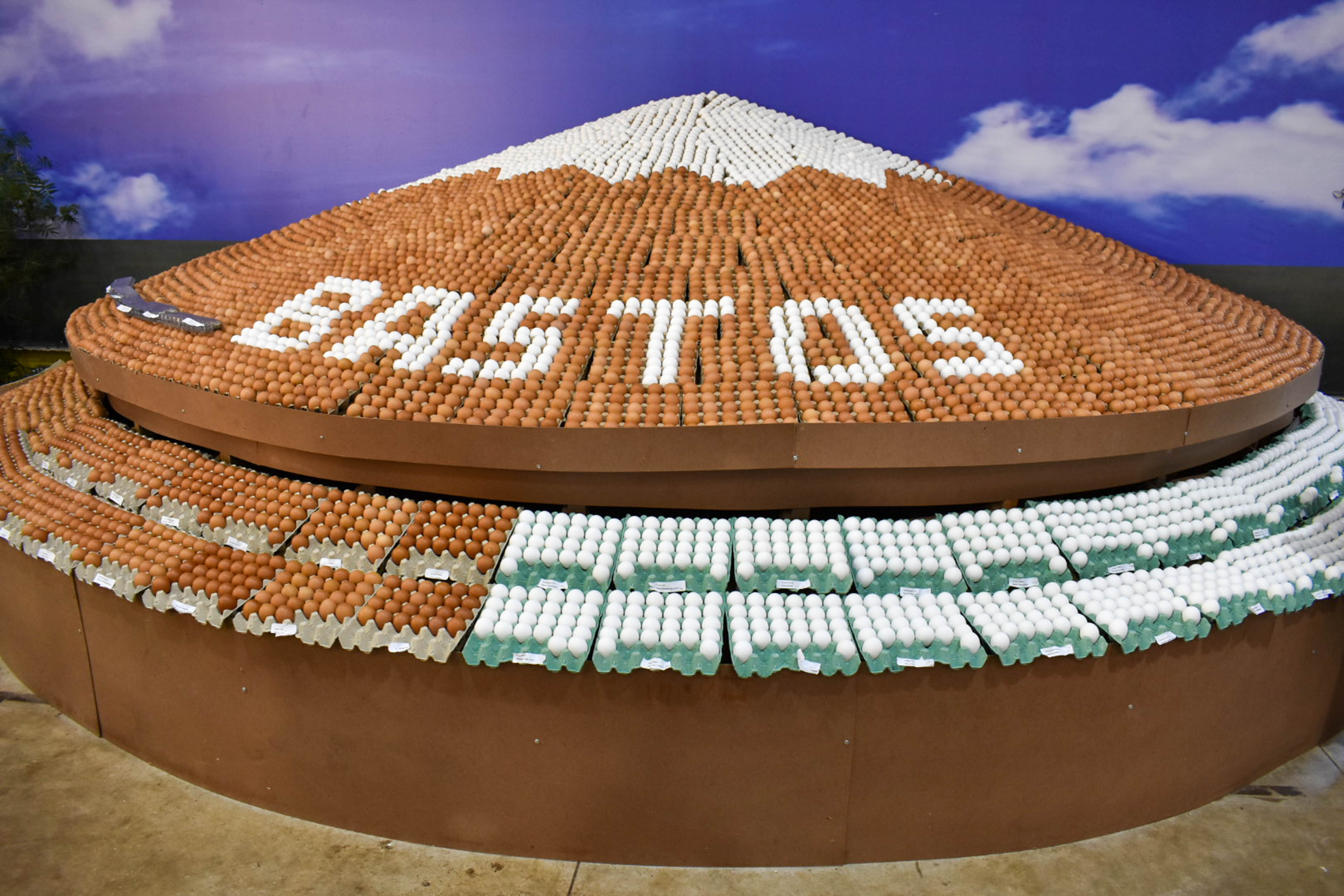
Festa do Ovo.

O município tem o maior plantel de galinhas de postura do país, sendo, assim, o município com a maior produção de ovos do Brasil, por isso a auto-intitulação de "capital do ovo".
Bastos também é o município brasileiro sede da Festa do Ovo. Tal festival reúne não só uma exposição com inovações e produtos utilizados no setor aviário, como também shows e entretenimento em geral para a população de Bastos e região.

## Infraestrutura

### Comunicações
O sistema de telefones automáticos foi inaugurado na cidade em 1980 pela Telecomunicações de São Paulo (TELESP), que também implantou o sistema de discagem direta à distância (DDD) em 1980 com o código de área (0144). Anteriormente a cidade era atendida pela Cia. Telefônica Alta Paulista.
Na década de 90 o código DDD da cidade foi alterado para (014), para padronização do sistema telefônico com a telefonia celular que estava sendo implantada em todo o estado.

## Religião
O Cristianismo se faz presente na cidade da seguinte forma:

### Igreja Católica
- A igreja faz parte da Diocese de Marília.[18]

### Igrejas Evangélicas
- Assembleia de Deus Ministério do Belém.[19][20]
- Congregação Cristã no Brasil.[21]
- Igreja Presbiteriana Independente do Brasil.[22]
- Igreja Batista (CBB)